# ایمره رایسی
ایمره رایسی (مجاری: Rajczy Imre; ۸ نوامبر ۱۹۱۱ – ۳۱ مارس ۱۹۷۸) شمشیرباز اهل مجارستان بود.
وی در مسابقات کشوری و بین‌المللی در مجموع برندهٔ ۱ مدال طلا شده‌است.